# Kåre Tønnesson
Kåre Dorenfeldt Tønnesson, född 1 januari 1926 i Ski, död 26 september 2019 i Bærum, var en norsk professor emeritus i historia vid universitetet i Oslo. Han var specialist på den franska revolutionen och fransk historia under 1700- och 1800-talet.

## Biografi
Tønnesson avslutade sin gymnasieutbildning på Valler 1944, och efter inskrivning till filologiska studier vid universitetet i Oslo 1945 han tog fil.kand.-examen i historia 1952. Hans magisteruppsats behandlade kausalitet i skrifter av Alexis de Tocqueville.
Avhandling om Alexis de Tocquevilles politiska och historiska tänkande utgiven i hans bok Om demokrati i Amerika. På 1950-talet hade han som NAVF-stipendiaten längre vistelse i Paris för forskning, där han tog en doktorsexamen 1959 på avhandlingen La défaite des sans-culottes ("nederlaget för sans-culottes”) under den franska revolutionen 1794–1795. I avhandlingen gjorde han mikrostudier av arbetande människors politiska aktivitet i enskilda distrikt ("sektioner") med betoning på hur en dålig försörjningssituation bidrog till aktiveringen av ”småfolk” och radikalisering av rörelsen.
På 1980-talet var han en av redaktörerna för bokserien Aschehougs verdenshistorie (på svenska publicerad som Bra böckers världshistoria) och skrev även om två revolutioner, som hade den franska och den industriella revolutionen som huvudtema och hänvisade till perioden 1750 till 1815. I detta arbete lade han särskild vikt vid att förklara privilegiesamhället och hur det hade inflytande på den ekonomiska och politiska utvecklingen under denna tid. Boken översattes till svenska, finska, franska och isländska. Till 200-årsjubileet av den franska revolutionen 1989 skrev han boken Revolutionen som skakade Europa. Denna bok gav en syntes av orsakerna till revolutionen, med tonvikt på hur inkomster och nyutdelning av adelsprivilegier ledde till ökande skillnad mellan samhällsklasser, medan andra grupper i samhället hade sina egna intressen i att regimen inte reformerades.
Tønnesson var lektor i historia vid universitetet i Oslo 1958, hade en forskartjänst från 1960, samt var docent från 1964 och professor från 1969 till 1991. Han var den första ledaren i Den norske historiske forening (HIFO) år 1990. Han var dekanus vid Humanistiska fakulteten vid universitetet i Oslo från 1973 till 1975. Han var ordförande i Universitetsforlaget 1980–1984.